# Albert Port
Albert Port (* 24. Mai 1942; † 27. November 2014) war ein deutscher Fußballspieler. In der Saison 1963/64 absolvierte er beim 1. FC Saarbrücken dreizehn Spiele in der Fußball-Bundesliga.

## Karriere
Port kam vor der letzten Runde der erstklassigen Fußball-Oberliga Südwest, 1962/63, vom 1. FC Kleinblittersdorf e. V. Phönix 09 zum 1. FC Saarbrücken. Er debütierte unter Trainer Helmuth Johannsen am 23. September 1962 beim Lokalderby gegen Saar 05 Saarbrücken in der Oberliga. Der Neuzugang agierte beim 3:2-Heimerfolg auf Halbrechts; das Stammverteidigerpaar bildeten während der Saison Wolfgang Schwierzke und Erich Rohe. Saarbrücken belegte den fünften Rang und Port hatte dreizehn Spiele mit einem Tor absolviert. Mit dem 1. FC Kaiserslautern wurde der 1. FCS als Südwestvertreter für die neue Bundesliga ab der Saison 1963/64 aufgenommen.
Sein Bundesligadebüt gab Port unter dem neuen Trainer Helmut Schneider am 21. September 1963 bei einer 3:5-Heimniederlage gegen den 1. FC Nürnberg. Er spielte vor Torhüter Volker Danner in der Verteidigung, Heinz Steinmann und Werner Hesse waren in der Läuferreihe aktiv. Saarbrücken stand zu Saisonende auf dem letzten Tabellenplatz und stieg in die Fußball-Regionalliga Südwest ab; Port hatte dreizehn Bundesligaspiele absolviert.
Saarbrücken wurde 1964/65 in der Regionalliga Südwest mit acht Punkten Vorsprung vor Womatia Worms souverän Meister. Port hatte in 23 Spielen zwei Tore erzielt. In der anschließenden Aufstiegsrunde scheiterte Saarbrücken als Gruppenzweiter am Aufsteiger FC Bayern München und blieb somit in der Regionalliga. Das Heimspiel am 5. Juni 1965 gegen München gewann Saarbrücken mit 1:0 Toren. Port absolvierte alle sechs Aufstiegsspiele. In der Saison 1965/66 wurde hinter dem FK Pirmasens, die Vizemeisterschaft gefeiert. In der anschließenden Aufstiegsrunde konnte wiederum der Aufstieg nicht erreicht werden. Es folgte Ports letzte Spielzeit in Saarbrücken, 1966/67, in der er lediglich vier Spiele bestritt und sich mit der erneuten Vizemeisterschaft aus Saarbrücken verabschiedete. Die folgende Aufstiegsrunde wurden zum dritten Mal in Folge erfolglos gespielt; Port kam nur noch zu einem Einsatz in der Aufstiegsrunde 1967. Insgesamt absolvierte Port für Saarbrücken dreizehn Spiele in den Aufstiegsrunden.
Ab der Saison 1967/68 spielte Port für den Ligakonkurrenten FC 08 Homburg, für den er die nächsten drei Jahre in der Regionalliga auflief. Mit Homburg konnte Port nicht an die Erfolge, die er in Saarbrücken erzielt hatte, anknüpfen. Unter Trainer Herbert Binkert absolvierte er in seinem ersten Homburger Jahr, 1967/68, neben Mitspielern wie Armin und Hans-Peter Joos, Rolf Kahn und Rudi Rödller 30 Spiele und die Grün-Weißen aus dem Waldstadion belegten den zehnten Rang. In seiner letzten Saison für Homburg, 1969/70, konnte der Abstieg nur durch die bessere Tordifferenz gesichert werden. Am 14. September 1969 bestritt Port beim 2:1-Heimerfolg gegen den SC Friedrichsthal sein letztes Regionalligaspiel. Von 1967 bis 1969 hatte er für Homburg 35 Regionalligaspiele absolviert. Anschließend spielte er noch im Amateurlager für den SV 1927 Bliesmengen-Bolchen.